# Antonio Quijarro
Antonio Quijarro é uma província da Bolívia localizada no departamento de Potosí, sua capital é a cidade de Uyuni.